# Argia leonorae
Argia leonorae är en trollsländeart som beskrevs av Rosser W. Garrison 1994. Argia leonorae ingår i släktet Argia och familjen dammflicksländor. IUCN kategoriserar arten globalt som livskraftig. Inga underarter finns listade i Catalogue of Life.